# Szołdra (ciasto)

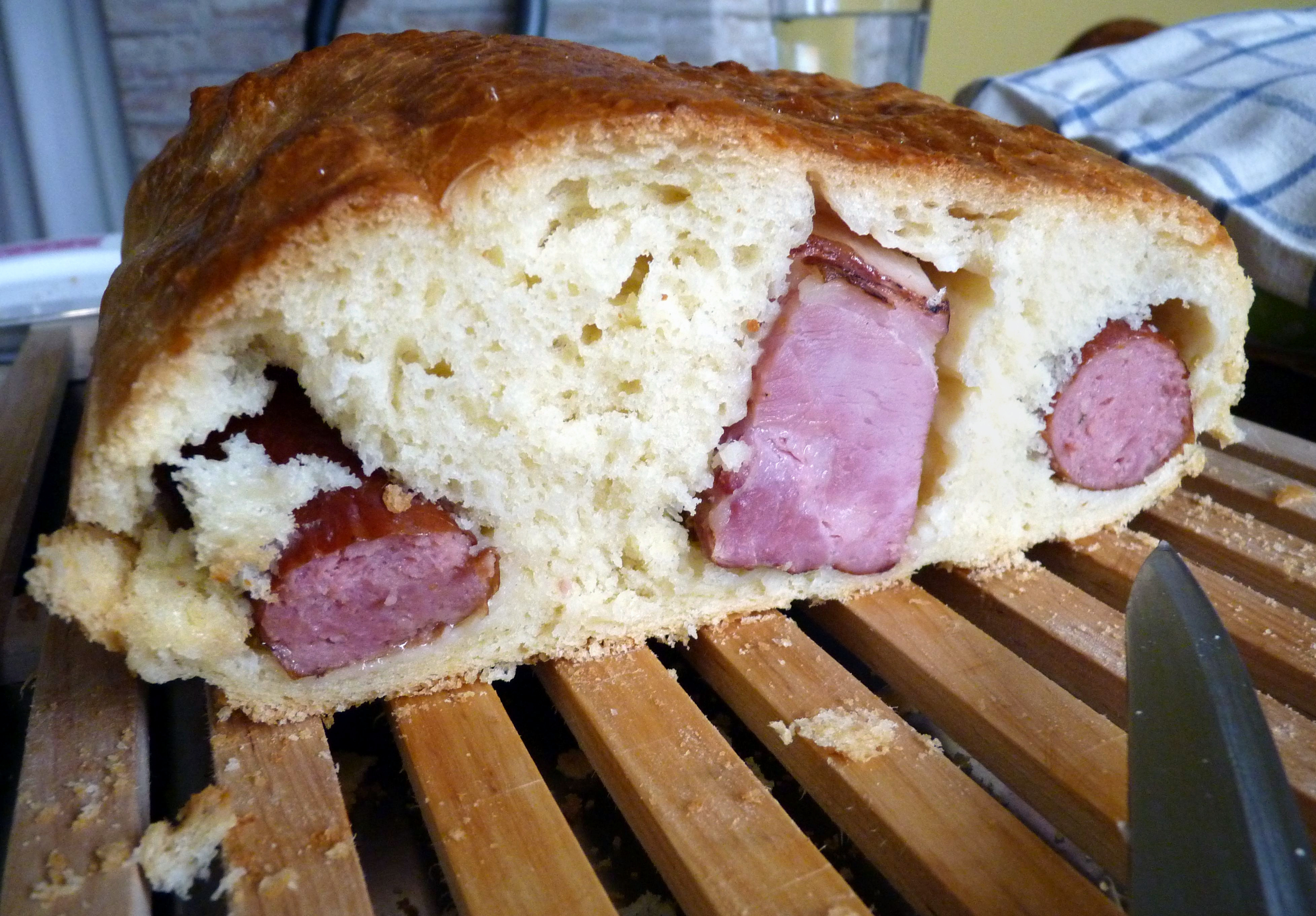
Czeska šoldra

Szołdra (także: murzyn, murzin, szczodr, sodr, szołdr) – tradycyjna potrawa wielkanocna kuchni śląskiej.
Jest to niewielkie ciasto z nadzieniem mięsnym formowane na kształt bułki. Ma stosunkowo ubogi skład – jest najczęściej żytnie, chlebowe na zakwasie lub drożdżowe z białej mąki pytlowej (w najlepszej wersji jest zaparzane). Do tego dodaje się jedno lub dwa jaja i niewielką ilość tłuszczu. Bogate i kaloryczne jest natomiast nadzienie ciasta – kiełbasa lub inne mięso. Nadzienie wykłada się na brzeg cienko rozwałkowanego ciasta, zwija w rulon zaokrąglając końce. Całość na wierzchu smaruje się roztrzepanym jajkiem, co pozwala osiągnąć efekt glazury. Następnie piecze się ciasto aż osiągnie złocisty kolor.
Inne nazwy:
- na Podbeskidziu „murzyn”[3] (na Śląsku Cieszyńskim „murzin”[4])
- w okolicach Bytomia i Katowic „szczodr” lub „sodr”[3].
- w opolskim „szołdr”[3],

Nazwa pochodzi od słowa „szołdra” lub „szoldre”, co w języku używanym w średniowiecznej Polsce oznaczało szynkę. W literaturze staropolskiej „szołdra” to, oprócz szynki, łopatka wieprzowa wędzona albo solona. „Szołdra” z języka niemieckiego (Schulter) to inaczej szynka wieprzowa.
Potrawa „murzin wielkanocny” wytwarzana na terenie Śląska Cieszyńskiego została wpisana na polską listę produktów tradycyjnych w woj. śląskim 13 marca 2006.